# Warstwiak dyskowaty

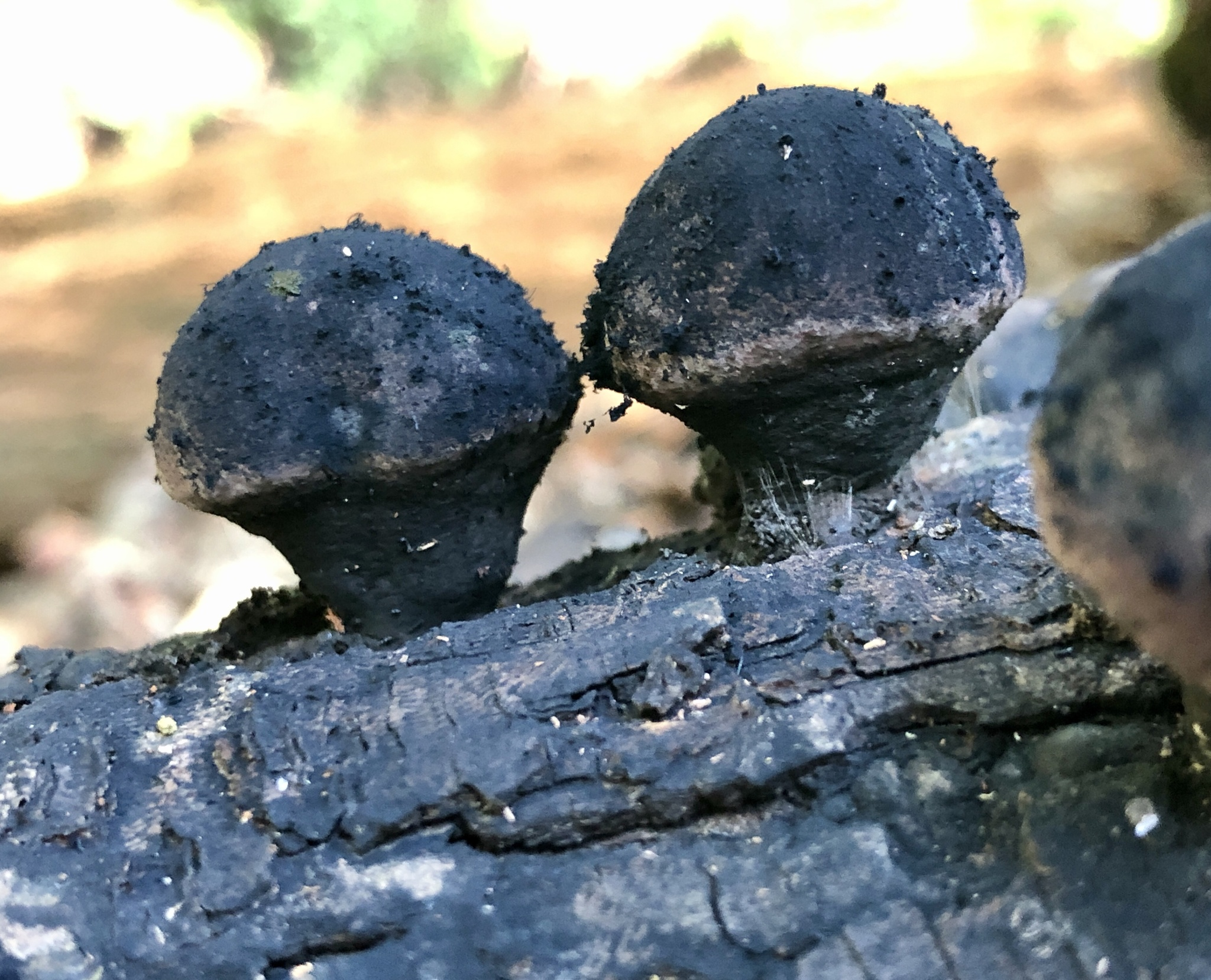

Warstwiak dyskowaty (Daldinia childiae J.D. Rogers & Y.M. Ju) – gatunek grzybów z rodziny Hypoxylaceae.

## Systematyka i nazewnictwo
Pozycja w klasyfikacji według Index Fungorum: Daldinia, Hypoxylaceae, Xylariales, Xylariomycetidae, Sordariomycetes, Pezizomycotina, Ascomycota, Fungi.
Po raz pierwszy opisali go w 1999 r. J.D. Rogers & Y.M. Ju i nadana przez nich nazwa naukowa jest aktualna. W 2025 r. Komisja ds. Polskiego Nazewnictwa Grzybów Polskiego Towarzystwa Mykologicznego zarekomendowała polską nazwę warstwiak dyskowaty.

## Morfologia
Podkładka
Średnica 7–32 mm, wysokość 10–20 mm, kształt mniej więcej kulisty, poduszeczkowaty lub gruszkowaty, czasami ze słabo zaznaczonym trzonem. Powierzchnia twarda, początkowo gładka, później chropowata, różowawobrązowa, czerwonawobrązowa, ciemnobrązowa lub ostatecznie prawie czarna. Endostroma z koncentrycznymi strefami czarniawymi i białawymi lub szarawymi, przypominającego węgiel miąższu, ektostroma w okresie dojrzałości z osadzonymi czarnymi perytecjami.
Budowa mikroskopowa
Worki 8-zarodnikowe. Askospory 12–18 × 6–8 µm, elipsoidalne, z nieco spłaszczonym bokiem lub szeroko wrzecionowate, z cienką, prostą porą rostkową rozciągającą się na większej część długości zarodnika, gładkie, o barwie od szklistej do brązowawej, w KOH bardzo ciemnobrązowe.
Gatunki podobne
Podobny jest warstwiak zwęglony (Daldinia concentrica), ale pod działaniem KOH jego powierzchnia zmienia barwę na fioletową, podczas gdy u Daldinia childiae na ciemnobrązową. Warstwiak zwęglony związany jest z jesionami, są też różnice w rozprzestrzenieniu; w Ameryce Północnej Daldinia childiae jest częsty, warstwiak zwęglony rzadki, w Europie odwrotnie.

## Występowanie i siedlisko
Podano występowanie Daldinia childiae na Nowej Zelandii i na wszystkich kontynentach poza Antarktydą i Afryką. Występuje również w Polsce,
Nadrzewny saprotrof żyjący na butwiejących kłodach drzew liściastych i rzadko na kłodach drzew iglastych. Owocniki rozwijają się od wiosny do jesieni, często przetrwają zimę, a na terenach o ciepłym klimacie rozwijają się przez cały rok.